# Aad Vlaar
A.J. (Aad) Vlaar (Purmerend, 23 december 1934 – Zwaag, 18 februari 2025) was een Nederlands politicus van de KVP en later het CDA.
Hij was maatschappelijk werker bij het provinciaal opbouworgaan in Haarlem en wethouder van de toenmalige gemeente Blokker voor hij in december 1969 benoemd werd tot burgemeester van Wervershoof. Medio 1975 werd hij voorzitter van het Samenwerkingsorgaan Westfriesland (SOW) wat hij tot mei 1986 zou blijven toen Nico Groot hem daar opvolgde. Enkele maanden later werd Vlaar de burgemeester van Venhuizen waar hij in januari 2000 met pensioen ging.